# نايجل وايتهاوس
نايجل وايتهاوس (بالإنجليزية: Nigel Whitehouse)‏ هو حكم اتحاد الرغبي ‏ بريطاني، ولد في 18 ديسمبر 1961.